# Конституційний суд Австрії
Конституційний суд Австрії (нім. Verfassungsgerichtshof, VfGH) — федеральний орган конституційного контролю в Австрії. Перший у світі (1920) окремий від решти системи правосуддя конституційний суд, функція якого — ухвалювати рішення про відповідність законодавчих актів конституції країни і, в разі невідповідності, оголошувати акти недійсними. Від 1803 року такі рішення ухвалює Верховний суд США, однак Конституційний суд Австрії є першим органом, спеціально створеним для цієї мети. Конституційний суд має також повноваження розгляду деяких суперечок між державними органами та винесення імпічменту вищим посадовим особам.

## Історія

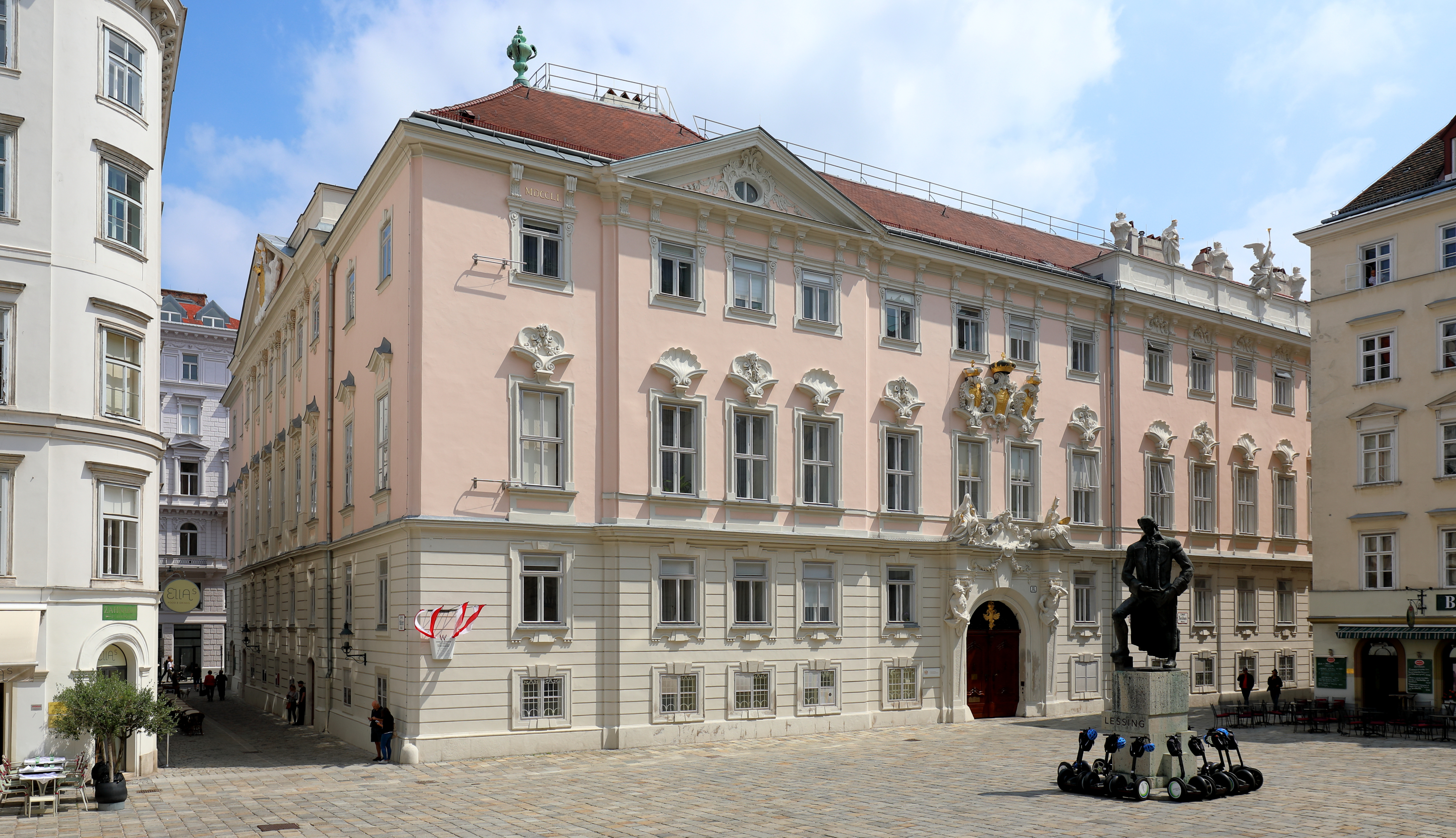
Будівля Конституційного суду Австрії протягом 1946—2012 років, колишня Богемська придворна канцелярія на площі Юденплац

Ідея Конституційного суду належить австрійському юристу Гансу Кельзену, творцю «чистої теорії права» (Reine Rechtslehre). Суд заснований 1920 року, через два роки після розпаду Австро-Угорщини і утворення Австрійської Республіки.
Після перевороту Дольфуса 1934 року (австрофашизм) діяльність Конституційного суду, як і самої Конституції Австрії, була припинена; потім настали роки аншлюсу. Від 1945 року Конституційний суд відновлено. 1953 року прийнято закон про Конституційний суд.

## Повноваження
Згідно з Конституцією Австрії (ст. 137) Конституційний суд «розглядає всі майново-правові вимоги, що пред'являються до Федерації, земель, районів, громад і спілок громад, які не підлягають ні вирішенню в звичайному судовому порядку, ні виконанню шляхом прийняття рішення органом управління». Він вирішує суперечки між судами, між землями, землею і Федерацією (ст.138). Він «розглядає справи про протизаконність постанов органів Федерації або земель за поданням суду, а в разі, коли така постанова підлягає застосуванню при розгляді правової суперечки Конституційним судом, — з ініціативи суду в силу покладених на нього обов'язків» (ст. 139). «Рішення Конституційного Суду, яким Постанова скасовується як протизаконна, зобов'язує вищі компетентні органи федерації або землі негайно опублікувати повідомлення про скасування… рішення про скасування набирає чинності з дня опублікування» (там же). Суд розглядає справи про протиконституційність законів Федерації або земель (ст. 140); аналогічно «рішення Конституційного суду, яким закон скасовується як протиконституційний, зобов'язує Федерального канцлера або губернатора відповідної землі негайно опублікувати повідомлення про скасування». Рішення КС про неконституційність «обов'язкові для всіх судів і органів управління». Суд «розглядає справи про протиправність державних договорів» (ст. 140a), про опротестування виборів, про позбавлення депутата Європарламенту мандата за клопотанням (ст. 141). КС розглядає справи «у зв'язку зі звинуваченнями, які тягнуть передбачену Конституцією відповідальність верховних органів Федерації і земель за допущені ними в ході їх офіційної діяльності правопорушення», включно з федеральним президентом, членами уряду, депутатами, губернаторами земель, органами влади столичного міста Відня (ст. 142). Якщо Конституційний суд виносить рішення про засудження, то цим рішенням особа відсторонюється від посади (там же). КС розглядає скарги на рішення органів управління і справи про порушення норм міжнародного права (ст. 144—145). Конституційний суд може мати значний вплив на політичну систему. Починаючи від 1995 року, Європейський суд може скасувати рішення австрійського у всіх питаннях, визначених у законах Європейського Союзу. Австрія також виконує рішення Європейського суду з прав людини, оскільки Європейська конвенція з прав людини є частиною конституції Австрії.

## Склад
Суд складається з президента, віце-президента, 12 суддів і 6 запасних членів, які не входять до основного складу. Членів Конституційного Суду призначає президент Австрії за поданням органів влади:
- президент, віце-президент, шість суддів і три запасних члени — за поданням Федерального уряду;
- три судді і два запасних члени — за поданням Національної ради;
- три судді і один запасний член — за поданням бундесрату.

Члени Конституційного Суду повинні мати юридичну освіту і не менше 10 років пропрацювати за професією. Конституційний суд працює не постійно, а сесійно, в середньому по 4 сесії на рік, які тривають 3 тижні: у березні, червні, жовтні та грудні. Тому члени Конституційного суду в перервах між сесіями можуть займатися попередньою діяльністю на основній роботі. Єдине, що під час членства в суді вони не мають права займатися політичною діяльністю.

## Голови
- 1919 — Карл Грабмайр;
- 1919—1930 — Пауль фон Фітореллі;
- 1930—1934; 1945—1946 — Ернст Дуріх;
- 1946—1955 — Людвіг Адамович-старший;
- 1956—1957 — Густав Цігойнер;
- 1958—1977 — Вальтер Антоніоллі;
- 1977—1983 — Ервін Меліхар;
- 1984—2002 — Людвіг Адамович-молодший;
- 2002—2008 — Карл Коринек;
- 2008—2017 — Герхарт Гольцингер;
- 2018—2019 — Бригіта Бірляйн.
- від 2019 — Крістоф Грабенвартер